# 羅林菲爾茲 (肯塔基州)
羅林菲爾茲（英語：Rolling Fields）是一個位於美國肯塔基州傑佛遜縣的城市。

## 地方資料
根據2020年美國人口普查的數據，羅林菲爾茲的面積為0.60平方千米，當中陸地面積為0.60平方千米，而水域面積為0.00平方千米。當地共有人口720人，而人口密度為每平方千米1,200人。